# Taborinka
La Taborinka (in russo Таборинка?) è un fiume della Russia siberiana occidentale, affluente di destra della Tavda, nel bacino dell'Irtyš. Scorre nel Taborinskij rajon dell'oblast' di Sverdlovsk.

## Descrizione
Il fiume proviene da una palude nella parte occidentale del distretto Taborinskij e scorre dapprima in direzione orientale, poi gira verso sud-est. Sfocia nel fiume Tavda a 369 km dalla foce, subito dopo aver passato il villaggio di Tabory. Il fiume ha una lunghezza di 137 km, il suo bacino è di 1 390 km².
La larghezza del fiume nel corso inferiore è di 15-30 m, la profondità è di 1,2-1,5 m. Secondo i dati di osservazione dal 1949 al 1978, la portata media annua dell'acqua a 34 km dalla foce è di 4,18 m³/s, la portata massima si verifica a maggio, la minima a marzo.